# Stenaelurillus digitus
Stenaelurillus digitus is een spinnensoort in de taxonomische indeling van de springspinnen (Salticidae).
Het dier behoort tot het geslacht Stenaelurillus. De wetenschappelijke naam van de soort werd voor het eerst geldig gepubliceerd in 2016 door Dhruv Prajapati. Het dier werd ontdekt in de Indiase deelstaat Gujarat (district Sabarkantha) en is zo genoemd vanwege de vorm van het geslachtsorgaan. Het heeft strepen op het achterste deel van het lichaam en drie witte stippen op de rug.